# Ошлань (село)
Ошлань — село в Богородском районе Кировской области России. Административный центр Ошланского сельского поселения.
Расположено на левом берегу реки Ошлань в месте впадения в неё реки Мармыг в лесистой местности в 20 км к северо-западу от посёлка Богородское и в 85 км к юго-востоку от Кирова.
Имеется тупиковая подъездная дорога от автодороги Плотники — Богородское со стороны деревни Таранки.

## Население
| 2010 |
| ---- |
| 332  |

Национальный состав: русские — 96 %.

## Инфраструктура
Средняя общеобразовательная школа, дом культуры (с библиотекой), детский сад, ФАП. Действует отделение СПК «Красное Знамя» Кумёнского района.
Имеется автобусное сообщение с райцентром.